# سی وی بوی
 سی وی بوی (انگلیسی: C. V. Boys؛ زاده ۱۵ مارس ۱۸۵۵ درگذشته ۳۰ مارس ۱۹۴۴) یک دانشمند اهل بریتانیا بود.